# Kijevo
Kijevo är ett samhälle i Bosnien och Hercegovina.   Det ligger i entiteten Republika Srpska, i den centrala delen av landet, 11 km söder om huvudstaden Sarajevo. Kijevo ligger 724 meter över havet och antalet invånare är 296.
Terrängen runt Kijevo är lite bergig. Runt Kijevo är det ganska tätbefolkat, med 72 invånare per kvadratkilometer.. Närmaste större samhälle är Sarajevo, 10,9 km norr om Kijevo. 
I omgivningarna runt Kijevo växer i huvudsak lövfällande lövskog.